# Viimne reliikvia
Ultima relicvă (în estonă Viimne reliikvia; în rusă Последняя реликвия) este un film sovietic în limba estonă din 1969 bazat pe Vürst Gabriel ehk Pirita kloostri viimsed päevad (cu sensul de Prințul Gabriel sau Ultimele Zile ale Mănăstirii Pirita), un roman istoric al lui Eduard Bornhöhe. Filmul este extrem de popular, iar unii critici îl consideră singurul film idol din Estonia.

## Cadru
Are loc în timpul unei revolte țărănești în perioada războiului din Livonia. Un cadru central al complotului este mănăstirea Pirita, o adevărată mănăstire închinată Sf. Brigitta. În prezent, clădirile medievale originale ale mănăstirii sunt în ruine și sunt păstrate în acest fel ca un muzeu, dar o structură organizațională, completă de maici, a fost refăcută după încheierea ocupației sovietice . 

## Prezentare
Filmul are loc în secolul al XVI-lea în Livonia. Hans von Risbieter, un tânăr cavaler, moștenește un cufăr cu rămășițele Sf. Bridget - o relicvă căutată de mănăstire. Risbieter este de acord să renunțe la cufăr cu o singură condiție - să se  căsătorească cu Agnes von Mönnikhusen, o nepoată  a stareței, de o frumusețe îngerească. Cu toate acestea, Agnes este îndrăgostită de  libertinul Gabriel care se ridică curajos la luptă pentru libertate și dreptate. Aventurile romantice se împletesc cu resentimentele explozive ale estonilor care luptă în războiul de independență.

## Distribuție
- Aleksandr Goloborodko ca Gabriel (dublaj în estonă: Mati Klooren)
- Ingrīda Andriņa ca Agnes von Mönnikhusen (dublaj în estonă: Mare Garšnek)
- Elza Radziņa ca Abtiss (dublaj în estonă: Aino Talvi)
- Rolan Bykov ca fratele Johannes (dublaj în estonă: Jüri Järvet)
- Eve Kivi ca Ursula
- Uldis Vazdiks ca Siim (dublaj în estonă: Aksel Orav)
- Raivo Trass ca Hans von Risbieter, un tânăr cavaler
- Peeter Jakobi ca Ivo (dublaj în estonă: Olev Eskola)
- Karl Kalkun ca lider rebel

## Producție
Scenele filmului au fost înregistrate în orașul vechi din Tallinn, în pasaje ale mănăstirii dominicane din Tallinn, Taevaskoia, precum și în alte locuri. O mănăstire falsă a fost construită în Kukerand, lângă Virtsu. Mai multe scene în aer liber au fost realizate în Letonia, lângă râul Gauja. Scenele interioare au fost turnate, printre alte locuri, în cetatea Kuressaare și biserica Sf . Nicolae din Tallinn.  Un film de acțiune tipic în aceea perioadă avea un buget standardizat de 350.000 de ruble în Uniunea Sovietica. Echipa de producție a acestui film a reușit să strângă un buget de 750.000 de ruble - mai mult decât dublu. 

## Primire
Încasările filmului au fost foarte bune deoarece, în primul an, 772.000 de bilete au fost vândute doar în Estonia. (Remarcabil, deoarece populația Estoniei în acea vreme era în jur de 1.300.000.) Filmul a stabilit recordul absolut de box office în întreaga Uniune Sovietică în 1971 prin vânzarea a 44,9 milioane de bilete. Filmul a fost distribuit în numeroase ţări pe plan international. 

## Versiune rusă
O versiune în limba rusă a fost dublată de studioul Mosfilm. Are 89 de minute. 

## Versiune digitală
În 2000, Fundaţia Estonă a Filmului (în estonă: Eesti Filmi Sihtasutus) și Tallinnfilm au determinat că Viimne reliikvia este o parte importantă a patrimoniului cultural eston și, pentru a-l păstra, s-a realizat o remasterizare digitală. Acesta a devenit primul film estonian remasterizat digital; au urmat altele. 
Copia digitală a fost relansată la 15 martie 2002 și, din nou, a devenit bestseller. Din 2007, filmul remasterizat este disponibil pe DVD. 

## Influență culturală
Filmul a devenit extrem de influent și, ca atare, a fost parodiat  în mod repetat. Multe dintre citatele de parodie au devenit populare, iar apoi, la rândul lor, au fost importate în alte producții, ca de exemplu în punerea în scenă a operei Dragostea celor trei portocale la Teatrul Ugala din Viljandi. De asemenea, mai multe parodii ale melodiilor filmului au fost vehiculate pe internet.     